# Archer (cazacarros)
El Self Propelled 17 pdr Valentine, Mk I, Archer, o simplemente Archer, fue un cazacarros británico de la Segunda Guerra Mundial. Fue basado en el chasis del tanque Valentine y utilizaba el poderoso cañón QF de 17 libras. Se produjo por la necesidad de proporcionar con capacidades móviles el pesado cañón. Como los vehículos que posteriormente serían capaces de portarlo aún estaban en fase temprana, o incluso aun siendo diseñados, se optó por montarlo en el chasis del Valentine, pero este, al no ser capaz de soportar el peso del cañón y desestabilizarse, decidieron colocar el QF orientado hacia la parte trasera, dando origen así a la característica más notoria del Archer.

## Historia
Durante 1943, cuando se acababa de entrar en servicio el QF de 17 libras y después de varios encuentros con Tigers en Túnez y Panthers en Italia, Reino Unido se dio cuenta de la necesidad de movilizar el cañón y así proporcionarle más potencia de fuego de la que ya tenía. Inicialmente, querían colocarlo en el Cromwell que estaban diseñando, pero cuando se dieron cuenta de que tardarían demasiado, optaron por colocarlo en el Churchill. Las pruebas demostraron que esto resultó no ser óptimo, ya que resultó que el vehículo era demasiado pesado. Al final, se decantaron por el Valentine, por su bajo costo de producción y mínimo número de modificaciones necesarias para que fuese capaz de portar el cañón.

## Diseño
Para evitar que el vehículo se desestabilizase por la diferencia de peso, se optó por montar el cañón mirando hacia atrás y con una rotación de torreta muy limitada, contando solo con 11° de rotación transversal y una elevación de −7° a 15°. También decidieron abrir el techo de la torreta. La relación potencia/peso en el Archer era superior a la del Valentine. Cuando presentaron el nuevo diseño a los soldados, todos tuvieron sus dudas sobre el cañón invertido, especialmente los conductores, que se encontraban justo detrás de este, con la cabeza a una distancia peligrosamente cercana a la recámara del cañón, sufriendo así el riesgo de que, cuando el arma principal fuese disparada, esta impactase contra ellos. La tripulación contaba con 39 proyectiles para el arma principal y una ametralladora Besa como arma defensiva. En total, se pidieron 800 tanques, de los cuales al final solo acabaron produciéndose 665.

## Resultados en combate
Pese a las dudas de los soldados  y el inusual diseño, el vehículo resultó ser excelente en posiciones defensivas y a la hora de hacer emboscadas, ya que permitía a la tripulación, después de disparar una cuantas rondas, escapar rápidamente, sin tener la necesidad de girar en vehículo primero. Esto provocó que los soldados considerasen el cañón invertido una virtud, más que un problema.

## Historial de servicio
El Archer entró en servicio en octubre de 1944, cuando otros vehículos como el Sherman Firefly o el Challenger, que también eran capaces de portar el cañón de 17 libras, ya hacía tiempo que llevaban en servicio. Fue por esta razón que al final se optó por solo producir 665 unidades.
El Archer fue usado por parte de las unidades antitanque de la Royal Artillery (RA) hasta el final de la guerra, en Italia y el noroeste de Europa. Para esos momentos, los Aliados ya estaban más centrados en la ofensiva, limitando el rol del tanque a vehículo de apoyo y de defensa, para evitar posibles contraataques.

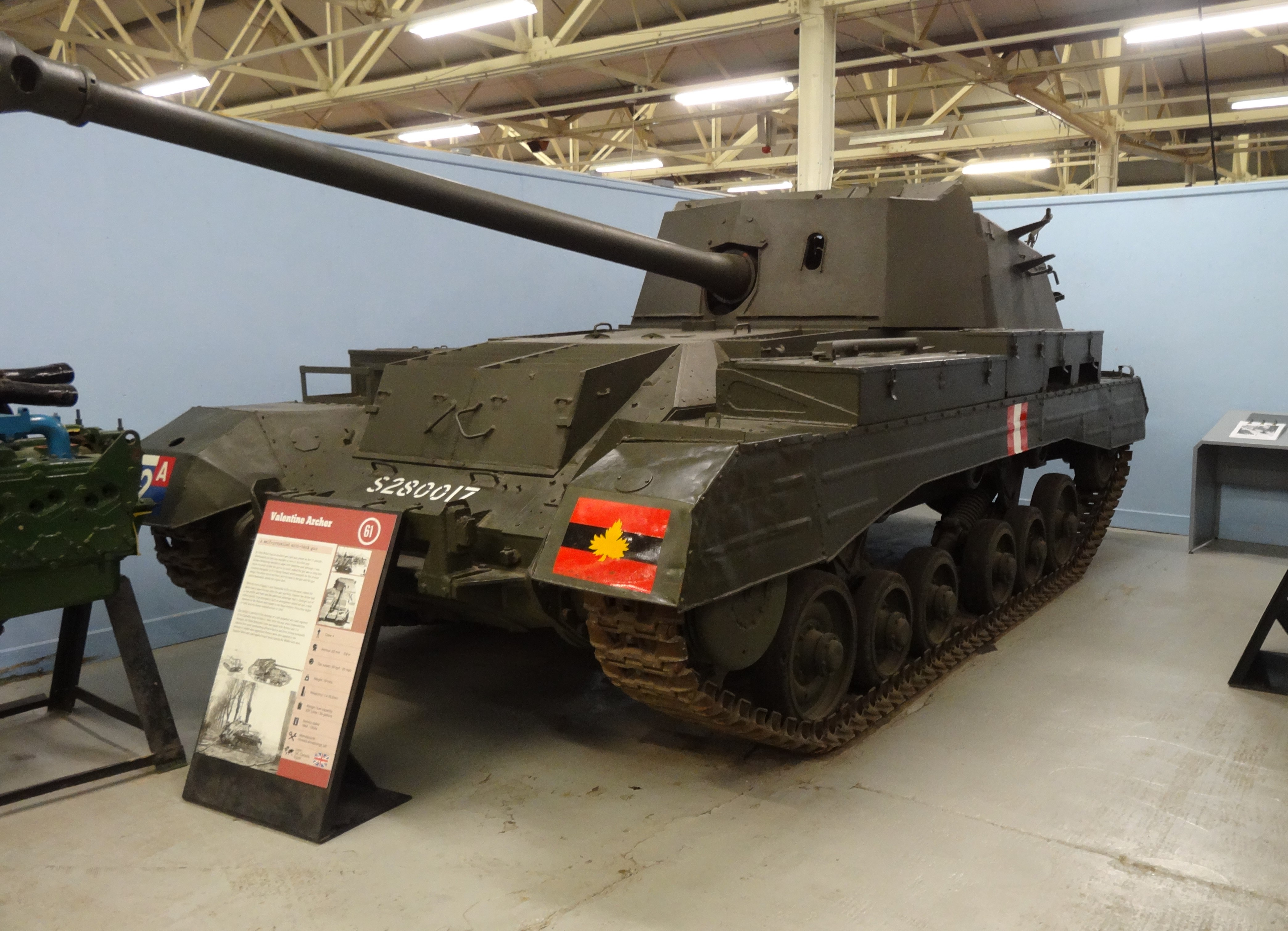
Archer en el The Tank Museum, Bovington

Pese a esto, cuando finalizó la guerra, el vehículo siguió en las líneas británicas durante los primeros años de la década de 1950, siendo utilizado por el British Army of the Rhine (BAOR). También fueron vendidas 200 unidades a Egipto después de la Guerra árabe-israelí de 1948, que fueron usados en la posterior Guerra del Sinaí, para destruir tanques Israelíes. También se le vendieron 36 unidades a Jordania en 1952, que se le fueron otorgados a la Legión Árabe y la Guardia Nacional.